# Eucytherura poroleberis
Eucytherura poroleberis is een mosselkreeftjessoort uit de familie van de Cytheruridae. De wetenschappelijke naam van de soort is voor het eerst geldig gepubliceerd in 1990 door Ishizaki & Irizuki.